# Bossiella orbigniana
Bossiella orbigniana (Decaisne) P.C. Silva, 1957  é o nome botânico  de uma espécie de algas vermelhas pluricelulares do gênero Bossiella, subfamília Corallinoideae.

## Sinonímia
- Amphiroa orbigniana Decaisne, 1842
- Amphiroa tuberculosa f. orbigniana (Decaisne) Setchell & N.L. Gardner, 1903
- Bossea orbigniana (Decaisne) Manza, 1937
- Bossea cooperi E.Y. Dawson & P.C. Silva, 1953
- Bossiella cooperi (E.Y. Dawson & P.C. Silva) P.C. Silva, 1957